# 1963–1964-es magyar jégkorongbajnokság
A 27. első osztályú jégkorongbajnokságban nyolc csapat indult el. A mérkőzéseket 1963. október 26. és 1964. február 29. között a Millenárison, a Kisstadionban valamint az 1964-ben átadott  Megyeri úti jégpályán rendezték meg. Az újonnan átadott pálya megnyitóján az Újpest 8:0-ra győzte le ősrégi riválisát a Ferencvárost.

## Az alapszakasz végeredménye
|    | Csapat        | M | GY | D | V | GK    | Pont |
| -- | ------------- | - | -- | - | - | ----- | ---- |
| 1. | Vörös Meteor  | 7 | 5  | 2 | 0 | 61-17 | 12   |
| 2. | BVSC          | 7 | 4  | 3 | 0 | 53-11 | 11   |
| 3. | Ferencváros   | 7 | 5  | 1 | 1 | 53-21 | 11   |
| 4. | Újpest Dózsa  | 7 | 4  | 2 | 1 | 83-17 | 10   |
| 5. | Bp. Postás    | 7 | 2  | 1 | 4 | 31-62 | 5    |
| 6. | Bp. Építők    | 7 | 2  | 0 | 5 | 30-36 | 4    |
| 7. | Bp. Spartacus | 7 | 1  | 0 | 6 | 21-59 | 2    |
| 8. | Bp. Előre     | 7 | 0  | 1 | 6 | 9-118 | 1    |

## A rájátszás végeredménye

### 1-4. helyért
|    | Csapat       | M  | GY | D | V  | GK    | Pont |
| -- | ------------ | -- | -- | - | -- | ----- | ---- |
| 1. | Ferencváros  | 12 | 7  | 4 | 2  | 55-39 | 18   |
| 2. | BVSC         | 12 | 5  | 4 | 3  | 31-34 | 14   |
| 3. | Újpest Dózsa | 12 | 6  | 1 | 5  | 51-40 | 13   |
| 4. | Vörös Meteor | 12 | 1  | 1 | 10 | 32-56 | 3    |

### 5-8. helyért
|    | Csapat        | M  | GY | D | V  | GK    | Pont |
| -- | ------------- | -- | -- | - | -- | ----- | ---- |
| 5. | Bp. Építők    | 12 | 11 | 0 | 1  | 63-17 | 22   |
| 6. | Bp. Spartacus | 12 | 7  | 0 | 5  | 36-42 | 14   |
| 7. | Bp. Postás    | 12 | 4  | 0 | 8  | 44-51 | 8    |
| 8. | Bp. Előre     | 12 | 2  | 0 | 10 | 34-67 | 4    |

## A bajnokság végeredménye
1. Ferencvárosi TC

2. BVSC

3. Újpest Dózsa

4. Vörös Meteor

5. Budapesti Építők

6. Budapest Spartacus

7. Budapesti Postás

8. Budapest Előre

## A Ferencváros bajnokcsapata
Beszteri-Balogh János, Csánk László, Erdős Péter, Horváth Zoltán, Jakabházy László, Kassai György, Kárpáti, Némon János, Major Ernő, Raffa György, Pozsonyi Lajos, Schwalm Béla, Kiss-Szabó István, Póth János, Reimthaller János, Szabó Attila, Tamási Zoltán, Treplán Béla, Vámosi János, Zádor István